# Требендорф
Требендорф или Трјебин (њем. Trebendorf, глсрп. Trjebin) општина је у њемачкој савезној држави Саксонија. Једно је од 59 општинских средишта округа Герлиц. Према процјени из 2010. у општини је живјело 1.040 становника. Посједује регионалну шифру (AGS) 14626560.

## Географски и демографски подаци
Требендорф се налази у савезној држави Саксонија у округу Герлиц. Општина се налази на надморској висини од 126 метара. Површина општине износи 32,0 km². У самом мјесту је, према процјени из 2010. године, живјело 1.040 становника. Просјечна густина становништва износи 33 становника/km².